# Gustaf Adolf Boltenstern
Gustaf Adolf Boltenstern est un militaire et cavalier suédois né le 1er avril 1861 et décédé le 9 octobre 1935. Il a remporté la médaille d’argent en dressage individuel lors des Jeux olympiques de 1912. Il est le père de Gustaf Adolf Boltenstern, Jr., également cavalier de dressage, qui a remporté plusieurs médailles olympiques dont deux d'or.